# 7218 Skacel
7218 Skacel este o planetă minoră (asteroid) din centura de asteroizi. A fost descoperită pe 19 septembrie 1979 la Observatorul Kleť de Jaroslav Květoň⁠(d) și a fost numită după Jan Skácel⁠(d). 
Obiectul prezintă o orbită caracterizată de o semiaxă mare de 2,2640428 UAi, o excentricitate de 0,2, o înclinație de 3,04041 ° în raport cu ecliptica.